# Magnoliider
Magnoliider är en stor grupp av gömfröväxter vid sidan om de enhjärtbladiga och trikolpaterna. Totalt finns omkring 8500 arter. Magnoliiderna vek tidigt av på gömfröväxternas (angiospermernas) utvecklingslinje. Bladen är vanligen långa, breda, ofta läderartade. Nerverna är av förgrenad struktur. Blommorna har många "primitiva" drag med stora, spiralformigt ordnade kalkblad och många köttiga ståndare.
Magnoliiderna innehåller många ekonomiskt betydelsefulla växter, till exempel avokado (Persea americana), svart- och vitpeppar (Piper nigrum), lagerblad (Laurus nigrus), kanel (Cinnamomum verum) och muskot (Myristica fragrans).
På engelska benämns gruppen Magnoliids.

## Galleri

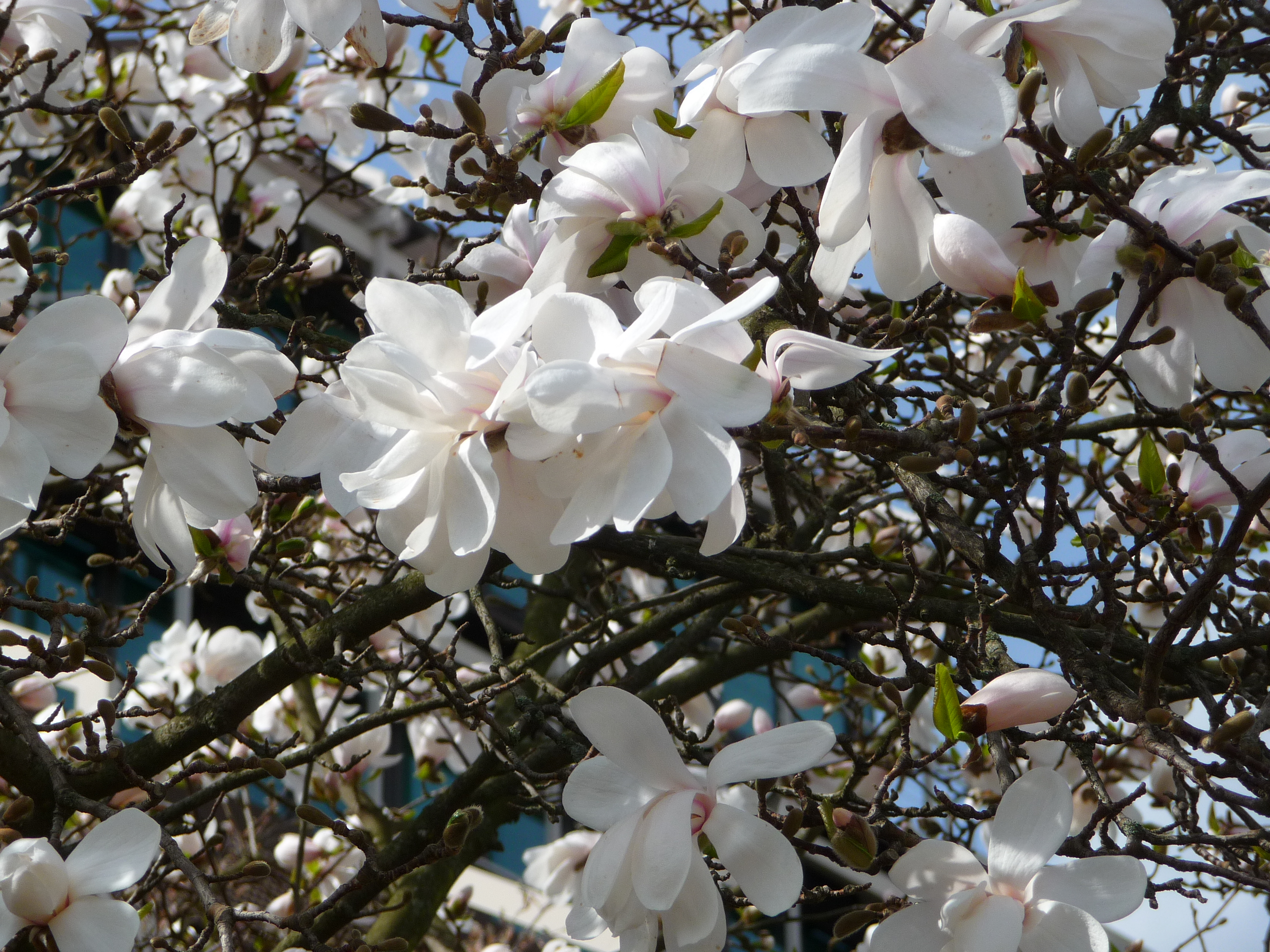
Magnolia stellata
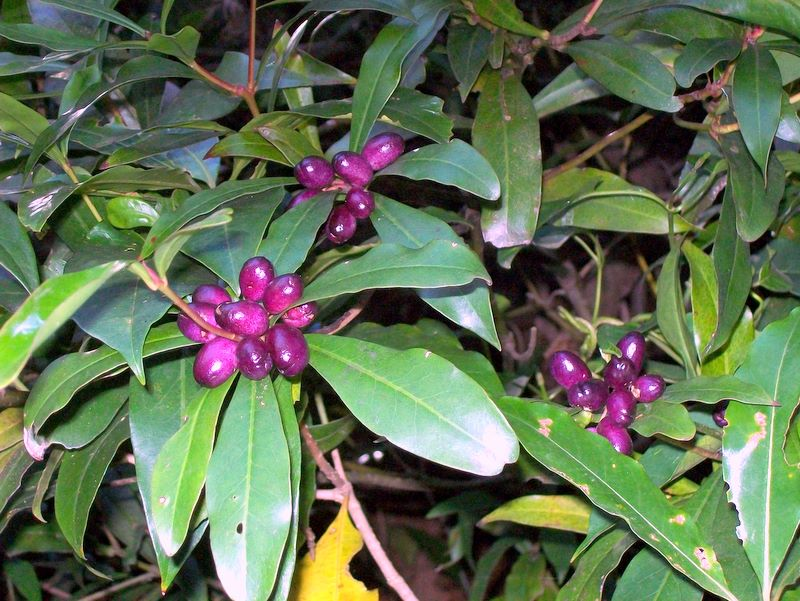
Tasmannia insipida
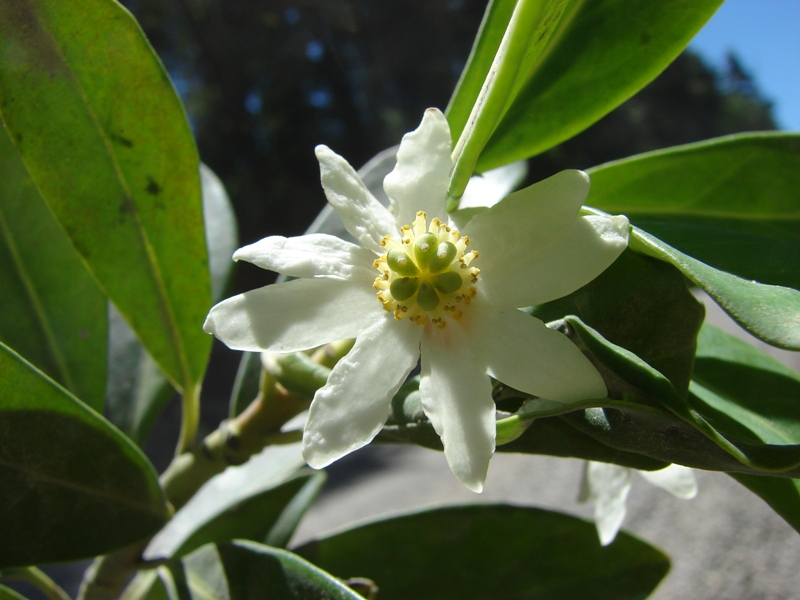
Drimys andina
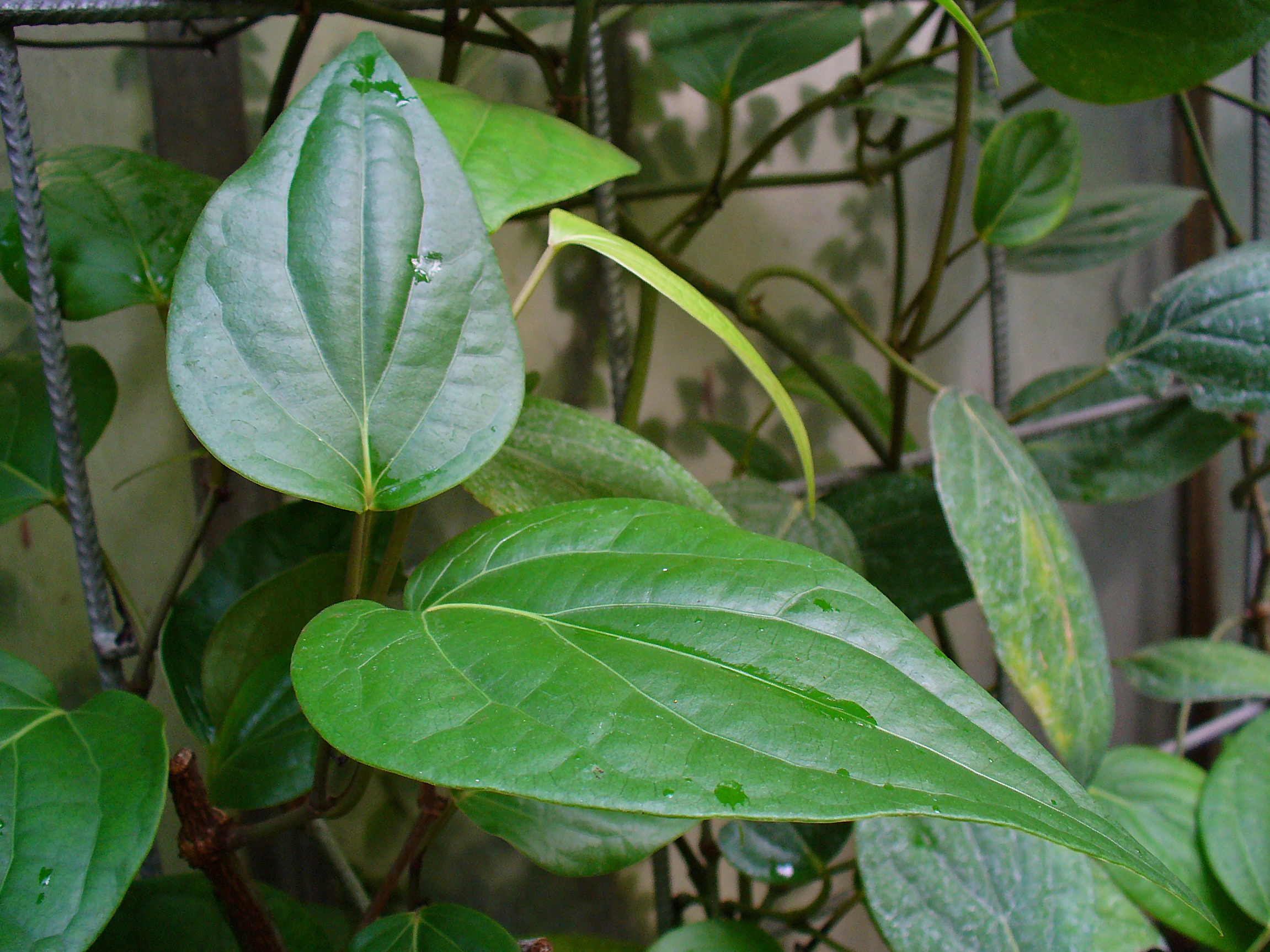
Pepparplanta Piper nigrum
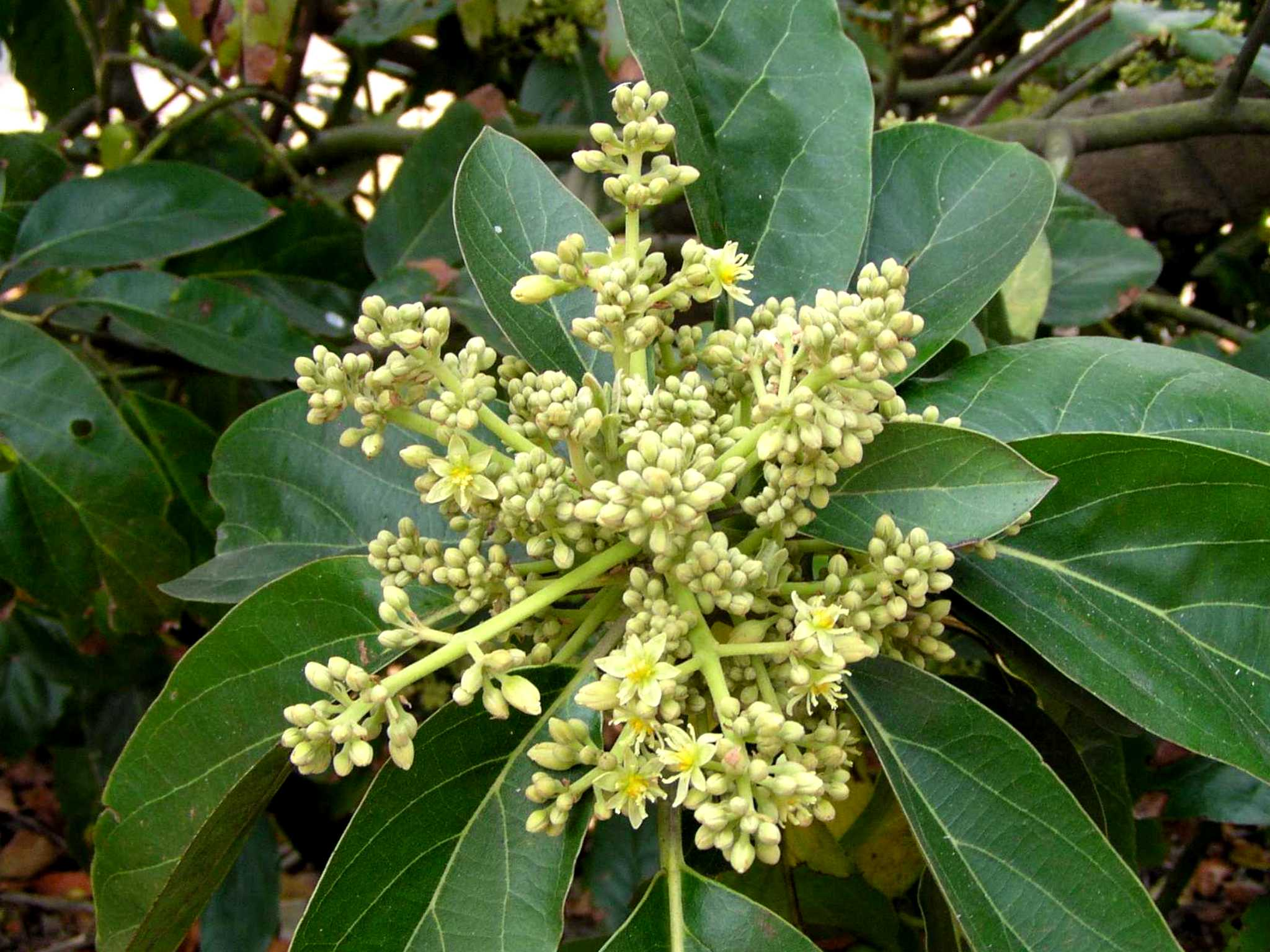
Avokado Persea americana
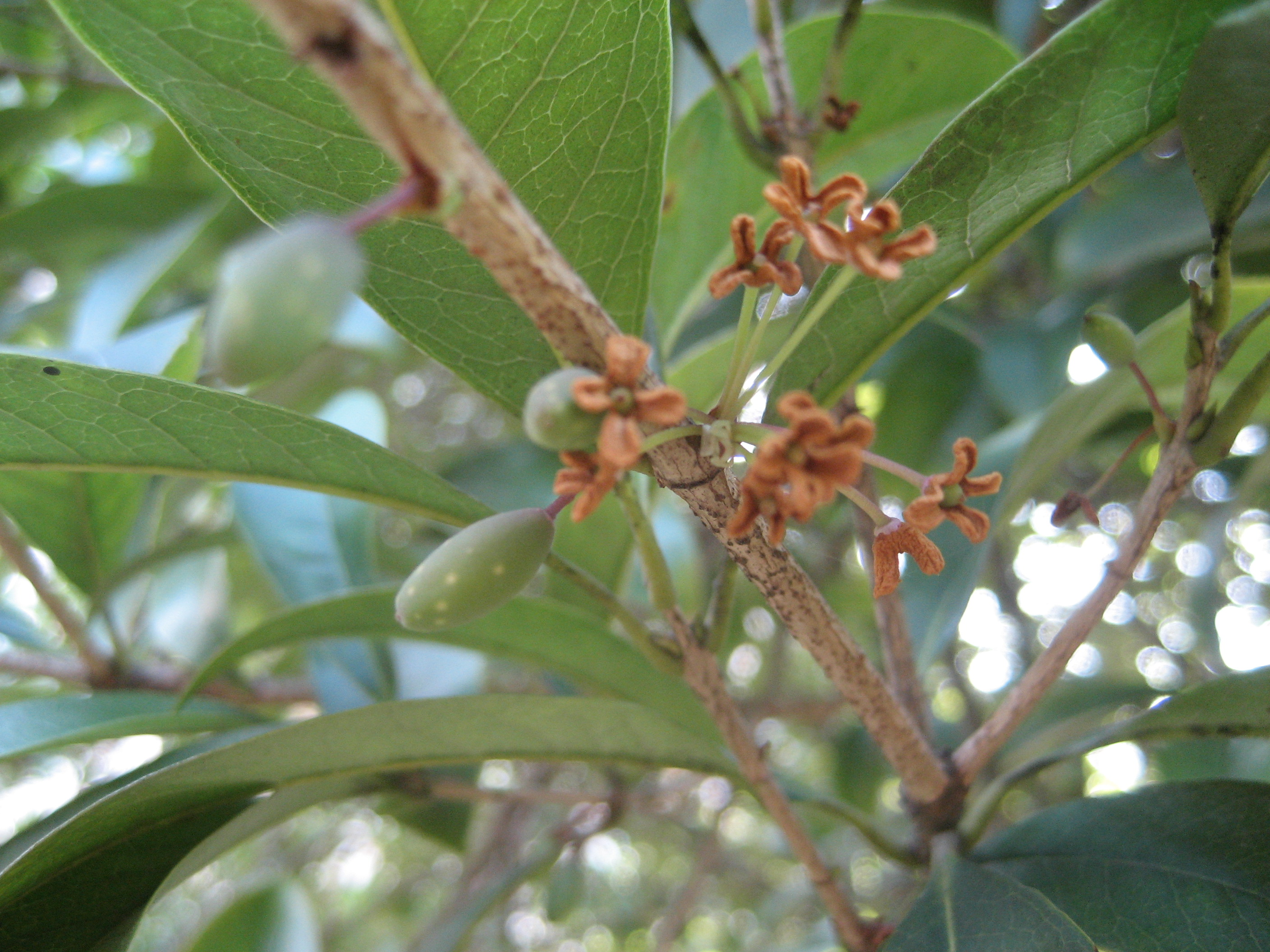
Kanel Cinnamomum sp.
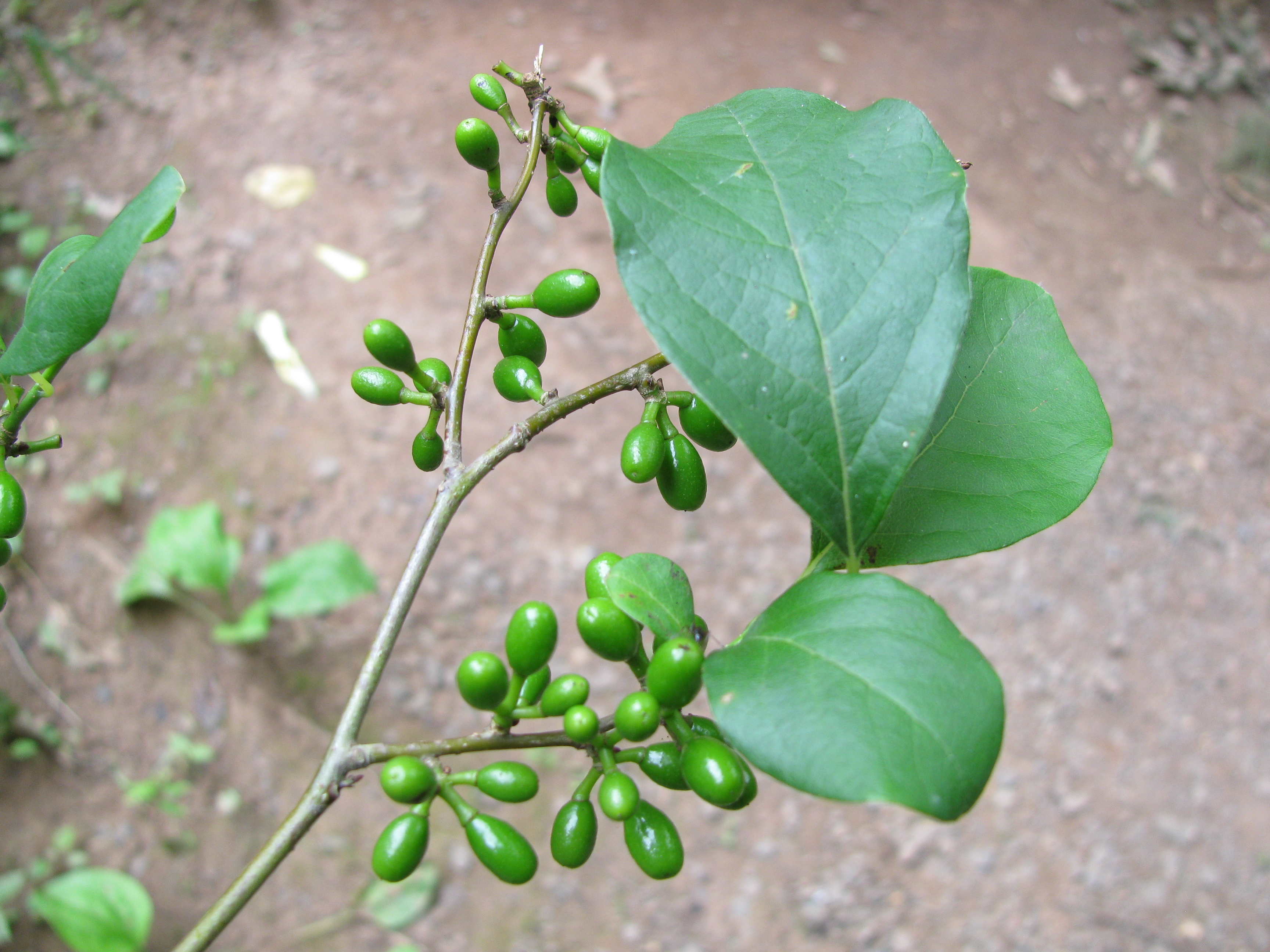
Lindera benzoin
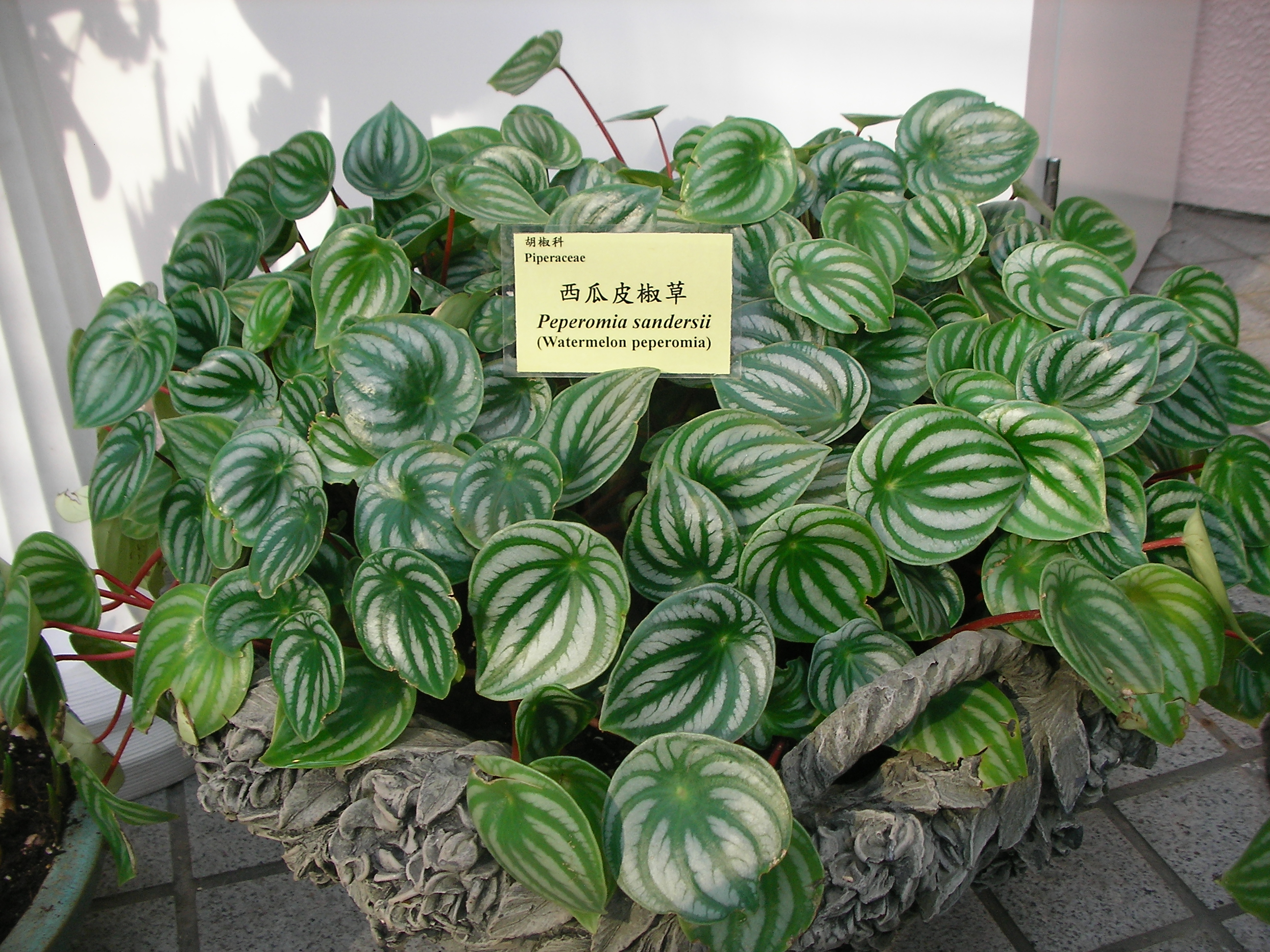
Piperomia sandersii